# Werner Buttler
Pour les articles homonymes, voir Butler.
Werner Buttler (né en 1922, mort en 1984) est un acteur allemand.

## Biographie
Werner Buttler était un acteur de figuration à la forte corpulence, jouant fréquemment les méchants. Entre 1952 et 1961, il apparaît dans 14 films. Il joue d'abord pour la DEFA, puis à partir de 1958 dans des productions ouest-allemandes.

## Filmographie
- 1952 : Schatten über den Inseln (de)
- 1953 : Das kleine und das große Glück (de)
- 1955 : Der Ochse von Kulm (de)
- 1958 : Avouez, docteur Corda
- 1958 : Majestät auf Abwegen (de)
- 1959 : Les Mutins du Yorik
- 1959 : SOS - Train d'atterrissage bloqué
- 1959 : Stahlnetz: Treffpunkt Bahnhof Zoo (de) (TV)
- 1960 : Le Diabolique Docteur Mabuse
- 1961 : L'Étrange Comtesse
- 1961 : Via Mala
- 1961 : Immer Ärger mit dem Bett (de)
- 1961 : Stahlnetz: Saison (TV)
- 1961 : Un, deux, trois